# Judith Bovenberg
Judith Bovenberg is een Nederlandse actrice. Ze studeerde in 1989 af aan de Theaterschool Amsterdam mime-opleiding. Sinds 2001 heeft zij samen met actrice Annemarie Wisse een bedrijf dat trainingen geeft. Bovenberg combineert het acteren met regisseren, trainen en workshops geven in communicatieve vaardigheden met theatrale interventies.

## Filmografie
- Loenatik - Mevrouw de Haas (1997-2000)
- Spangen - Supermarktbazin (2002)
- Vakantiefilm BV - Petra (2002)
- Loenatik: de moevie - Mevrouw de Haas (2002)
- Stand-Up - Zichzelf (2003)
- Knetter - Jorien (2005)
- 'n Beetje Verliefd - Jorien (2006)
- Voetbalvrouwen - Joyce (2008)
- Sinterklaasjournaal - vrouw die dacht een babypiet cadeau te hebben gekregen (2010)